# Address the Nation
Address the Nation – trzeci album studyjny szwedzkiej grupy rockowej H.E.A.T i pierwszy z wokalistą Erik Grönwall. Wydany w 2012 roku przez wytwórnię Gain / Sony Music. W styczniu 2013 roku Dave Ling z Classic Rock Magazine nazwał Address the Nation albumem nr 1 w 2012 roku. Magazyn Sweden Rock Magazine uznał go za najlepszy album nr 4 w 2012 roku.

## Lista utworów
Opracowano na podstawie rockreport.be
| Nr  | Tytuł utworu                        | Długość |
| --- | ----------------------------------- | ------- |
| 1.  | „Breaking the Silence”              | 4:50    |
| 2.  | „Living on the Run”                 | 4:55    |
| 3.  | „Falling Down”                      | 4:56    |
| 4.  | „The One and Only”                  | 5:09    |
| 5.  | „Better Off Alone”                  | 4:01    |
| 6.  | „In and Out of Trouble”             | 4:56    |
| 7.  | „Need Her”                          | 3:56    |
| 8.  | „Heartbreaker”                      | 3:05    |
| 9.  | „It's All About Tonight”            | 3:34    |
| 10. | „Downtown”                          | 4:30    |
| 11. | „Back Into Your Arms [Bonus Track]” | 3:02    |
| 12. | „Downtown”                          | 4:30    |
|     |                                     | 51:24   |

## Twórcy
- Erik Grönwall: Wokal
- Dave Dalone: Gitary
- Eric Rivers: Gitary
- Jona Tee: Keyboard
- Jimmy Jay: Gitara basowa
- Crash: Perkusja